# بروس اشنایر
بروس اشنایر (انگلیسی: Bruce Schneier؛ ‎/ˈʃnaɪər/‎; زادهٔ ۱۵ ژانویهٔ ۱۹۶۳)، متخصص رمزنگاری، امنیت رایانه و حریم خصوصی، و نویسنده اهل ایالات متحده آمریکا است.
اشنایر در مرکز اینترنت و جامعه برکمن در مدرسه حقوق هاروارد، در زمینهٔ موسسه فناوری باز وابسته به بنیاد آمریکای نوین مشغول به همکاری است. وی به عنوان مدیر ارشد فناوری در آی‌بی‌ام مشغول به کار است.
او نویسندهٔ چندین کتاب، مقالات تخصصی و مقالات علمی در زمینهٔ موضوعات امنیت، امنیت رایانه و رمزنگاری است.
در سال ۲۰۰۰ میلادی مقالهٔ او نامزد جایزهٔ هوگو برای بهترین مقاله مرتبط با ژانر علمی تخیلی شد.
بروس اشنایر عضو هیئت مدیره بنیاد مرزهای الکترونیکی است.

## الگوریتم‌های رمزنگاری
اشنایر در ایجاد بسیاری از الگوریتم‌های رمزنگاری نقش داشته‌است.
تابع درهم‌سازی:
- اسکین

رمز دنباله‌ای:
- فیلکس
- هیلکس

مولد اعداد شبه تصادفی:
- فورتونا (مولد امن اعداد شبه‌تصادفی در رمزنگاری)
- Yarrow algorithm

رمزگذاری قطعه‌ای:
- بلوفیش
- توفیش
- تری‌فیش
- مک‌گافین